# 川村晃裕
川村 晃裕（かわむら あきひろ、1986年6月3日- ）は、元プロ雀士、麻雀戦術家、生放送主。愛知県名古屋市出身。愛称は「かわむー」等。
プロ雀士時代から継続してライブ配信を行い幅広い交友関係を持つ。

## 略歴・人物
主にから抜粋
- 麻雀との初めての出会いは小学生の時、ゲームセンターでの脱衣麻雀ゲーム。なお小・中学校までは優等生であった。
- 県内有数の進学校である東海高校に入学するがあまり勉強はせず、代わりに一通りの大人の遊びを覚える。
- 大阪商業大学入学[注 1]。在学中は塾講師のバイトと余暇は麻雀、スロットに明け暮れる[6]。４回生時に日本プロ麻雀協会に入会（7期前期、関西本部所属）[7]。
  - 協会在籍当時のキャッチフレーズは「天命を得たる奇襲」[8]。
- 大学卒業を機に一般企業へ就職するが数ヶ月で退職、以後プロ活動を続けながら主にギャンブルで生計を立てる。
- 2009年8月、ライブ配信を開始[9]。協会に所属しながらの配信で発言などに不自由さを感じ2012年12月に退会。
  - 配信内容は主に天鳳によるリアルタイム実況解説、視聴者から送られた牌譜の検討、打牌指導など。
  - 主宰していたネット麻雀サークル『川村軍団』から後に2名の天鳳位を輩出[6]。
  - 長期に渡る配信を通じ著名人との面識、交流が広がり後の著書出版にも繋がる。
- 2017年12月、自身初となる著書を出版[10]。途中中断期間を挟みながらも配信を継続中[注 2]。
- 2022年11月、自身のYouTubeチャンネルが削除されることを発表。原因はAbemaに権利が帰属する画像を用いてMリーグ批判を行った配信・動画を複数出していたため[注 3]。

## 雀風
- 一見すると過度にも見える鳴き仕掛けを主体とした速攻かつ防御力も備えた特異なスタイル。
- 天鳳における副露率は東風戦、東南戦共に5割を越える[注 4]。最高段位九段[注 5]。

## 著書
- 麻雀勝ち組の鳴きテクニック (編集：木村 由佳) (2017年12月 竹書房 ISBN 4801913148)
- 裏プロが教える フリー麻雀で勝つ超デジタル打法 (2022年9月 鉄人社 ISBN 4865372474)